# Макс-Пітер Ратцель
Макс-Пітер Ратцель (3 грудня 1949, Діллінген (Саар)) — німецький правоохоронець. Директор європейського поліцейського управління Європол (2005—2009).

## Життєпис
Народився 3 грудня 1949 року в місті Діллінген (Саар). У 1968 році закінчив фізико-математичний факультет Саарландського університету. У 1980 році закінчив Федеральний університет прикладних наук державного управління, освіта для детективного інспектора. У 1987 році закінчив також Німецьку поліцейську академію у місті Мюнстер, освіта старшого співробітника поліції. У 1993 році пройшов курс підготовки у Французькому національному поліцейському коледжі.
У 1977 році вступив на поліцейську службу до Федерального відділення кримінальної поліції у Вісбадені. Працював у поліції на різних посадах у федеральному кримінальному відомстві, був начальником штабу.
З 1987 року — радник/консультант президента та віце-президента Німецького федерального управління кримінальної поліції (BKA) з питань, пов'язаних з постачанням ІТ та іншої технології для BKA.
З 1990 року — заступник начальника відділу з питань організованої злочинності (аналіз злочинів, доповіді, розробка законодавства про організацію боротьби зі злочинністю та ін.).
З 1992 року — тимчасовий начальник відділу розслідування.
З 1993 року — начальник відділу «Злочинів проти власності».
З 1994 року — особистий помічник директора.
З 1995 року — керівник відділу міжнародного співробітництва з дорадчими функціями директорату Німецького Федерального управління кримінальної поліції (BKA) (президент, віце-президент та три помічники директора).
З 1998 року — керівник відділу виконавчого персоналу.
У 2000—2005 рр. — був керівником департаменту боротьби з організованою злочинністю. Його підрозділ, який спеціалізувався на боротьбі з дитячою порнографією, інтернет-злочинністю, підробленими грошима та торгівлею людьми, мав понад 850 працівників поліції під його керівництвом.
З 16 квітня 2005 по 15 квітня 2009 рр. — був директором Європолу.
Нині Макс-Пітер Ратцель, засновник та керівник консалтингової фірми «RatzelConsulting», надає специфічні послуги з експертизи в галузі безпеки, використовуючи свій 40-річний досвід роботи, приватним консультантом, директором Європейської поліцейської служби Europol та багаторічним співробітником Федеральної кримінальної поліції.